# Oppersaksische Kreits

Kaart van de kreits, tweede helft van de 16e eeuw

De Oppersaksische Kreits was een van de 10 kreitsen waarin het Heilige Roomse Rijk vanaf de 16e eeuw was verdeeld. Bij de oprichting van de kreitsen in 1500 was bijna heel Noordoost-Duitsland in de Saksische Kreits ingedeeld. Op de Rijksdag van Neurenberg in 1522 werd besloten de Saksische Kreits op te splitsen in de Neder- en de Opper-Saksische Kreits.
Omstreeks 1795 behoorden de volgende staten tot de kreits (op rangorde geplaatst):
1. De landen van de keurvorst van Saksen
2. Het markgraafschap Brandenburg
3. Het vorstendom Saksen-Weimar, deel van het hertogdom Saksen-Weimar-Eisenach
4. Het vorstendom Saksen-Eisenach, deel van het hertogdom Saksen-Weimar-Eisenach
5. Het vorstendom Saksen-Coburg
6. Het vorstendom Saksen-Gotha
7. Het vorstendom Saksen-Altenburg (verenigd met Saksen-Gotha in hertogdom Saksen-Gotha-Altenburg)
8. De landen van de vorst van Hatzfeld (heerlijkheid Blankenhain, heerlijkheid Niederkranichfeld
9. Het vorstendom Querfurt
10. Het hertogdom Pommeren (Zweedse deel)
11. Het hertogdom Pommeren (Pruisische deel)
12. Het vorstendom Kammin (tot 1648 bisdom)
13. Het vorstendom Anhalt
14. De abdij van Quedlinburg
15. De abdij Gernrode
16. Het sticht Walkenried
17. Het vorstendom Schwarzburg-Sondershausen
18. Het vorstendom Schwarzburg-Rudolstadt
19. Het graafschap Mansfeld
20. De graafschappen Stolberg en Wernigerode
21. Het graafschap Barby
22. De heerlijkheden van de graven van Reuss
23. De heerlijkheden van de graven van Schönburg
24. Het graafschap Hohnstein met de heerlijkheden Lohra en Klettenberg

Verdwenen waren:
1. Het prinsbisdom Meißen
2. Het prinsbisdom Merseburg
3. Het prinsbisdom Naumburg
4. Het prinsbisdom Lebus
5. Het prinsbisdom Kammin
6. De abdij Saalfeld
7. De abdij Rittershausen
8. Het graafschap Beichlingen
9. Het graafschap Ruppin
10. Het graafschap Gleichen
11. Het graafschap Roseneck
12. De heerlijkheid Gerode

Beierse Kreits · Bourgondische Kreits · Boven-Rijnse Kreits · Frankische Kreits · Keur-Rijnse Kreits · Nedersaksische Kreits · Oostenrijkse Kreits · Oppersaksische Kreits · Westfaalse Kreits · Zwabische Kreits